# Mama Juana

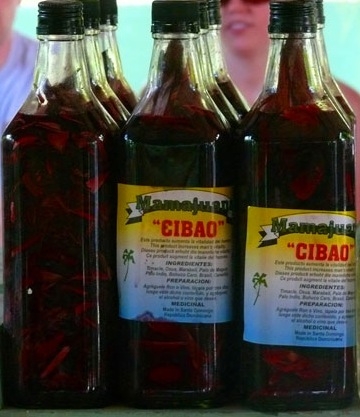
Mama Juana, bevanda alcolica originaria della Repubblica Dominicana

Mama Juana è un preparato alcolico artigianale originario della Repubblica Dominicana.
È tradizionalmente composto da rum scuro, vino rosso, miele, erbe aromatiche e radici messe a macerare in una bottiglia. Nella composizione classica il colore è rossastro ed il gusto fortemente alcolico, dolciastro e con un notevole retrogusto di erbe aromatiche.
Nella tradizione locale il preparato è considerato una sorta di medicinale afrodisiaco, ottimo per stimolare il desiderio sessuale delle donne e le performance sessuali dell'uomo (Viagra Dominicano) ma anche a curare i piccoli malanni della vita quotidiana (una sorta di aspirina locale).
Le erbe e radici locali utilizzate variano di regione in regione ma essenzialmente includono:
- Anamú (Petiveria alliacea)
- Anice Stellato (Illicium verum)
- Bohuco Pega Palo (Cissus verticillata)
- Albahaca (Basil)
- Canelilla (Cinnamodendron ekmanii)
- Bojuco Caro (Princess Vine)
- Marabeli
- Clavo Dulce (Whole Clove)
- Maguey (Agave spp.) leaves
- Timacle (West Indian Milkberry)

## Preparazione
La preparazione è molto semplice, ma la composizione e le proporzioni variano molto in funzione del gusto personale tanto che non è raro assaggiare preparati dall'aroma e dal grado alcolico sostanzialmente differente. Prassi comune è pulire bene le radici, immetterle in una bottiglia e riempirla di vino rosso oppure rum puri e lasciarle macerare per circa una settimana. Quindi svuotare la bottiglia e ripetere il procedimento almeno un'altra volta. Questo serve per rendere il sapore più armonioso. Dopodiché si può procedere al riempimento della bottiglia con 1/4 di miele, 2/4 di rum ed 1/4 di vino rosso (composizione tradizionale con prodotti indigeni di S.Domingo) e lasciare riposare il composto per qualche giorno. Come detto la composizione varia molto in funzione del gusto personale, quindi è possibile usare percentuali anche sostanzialmente differenti oppure integrare/sostituire con altri distillati alcolici non propriamente indigeni come gin, whyskey, vermut, amaretto ecc. Alcuni cultori europei della Mama Juana utilizzano una botticella di rovere in luogo della classica bottiglia in vetro. Questo stratagemma, dopo qualche settimana, conferisce al preparato un gusto ancor più armonioso. Le stesse radici possono essere riutilizzate decine e decine di volte.